# Michał Wielki
Michał Wielki (syr. ܡܝܟܐܝܠ ܪܒܐ) znany jako Michał Syryjczyk (syr. ܡܝܟܐܝܠ ܣܘܪܝܝܐ) (ur. ok. 1126, zm. 1199) – syryjski kronikarz i jakobicki patriarcha Antiochii w latach 1166-1199.

## Życiorys
Syn kapłana z Melitene. Od 1166 patriarcha jakobicki Antiochii. Cieszył się dużą powagą poza swoim Kościołem. Nie skorzystał z zaproszenia na sobór laterański III (1179). Starał się o zachowanie dyscypliny kościelnej i rozwój budownictwa kościelnego. 
Jest autorem kroniki w języku syryjskim. Korzystał ze źródeł syryjskich i arabskich. Okres do 1107 roku potraktował bardzo pobieżnie. Większą wartość mają informację zawarte w kronice z czasów Michałowi współczesnych. Kronika jest jednym z najwartościowszych dzieł historiografii syryjskiej. Zachowały się jej przekłady na arabski i armeński. Kronika składa się z 21 ksiąg, autor cytuje w niej liczne dokumenty.